# کونستانت جاکپا
کونستانت جاکپا (انگلیسی: Constant Djakpa؛ زاده ۱۷ اکتبر ۱۹۸۶) یک بازیکن فوتبال است.
وی همچنین در تیم‌های ملی فوتبال ساحل عاج بازی کرده‌است.